# Burg Vischering

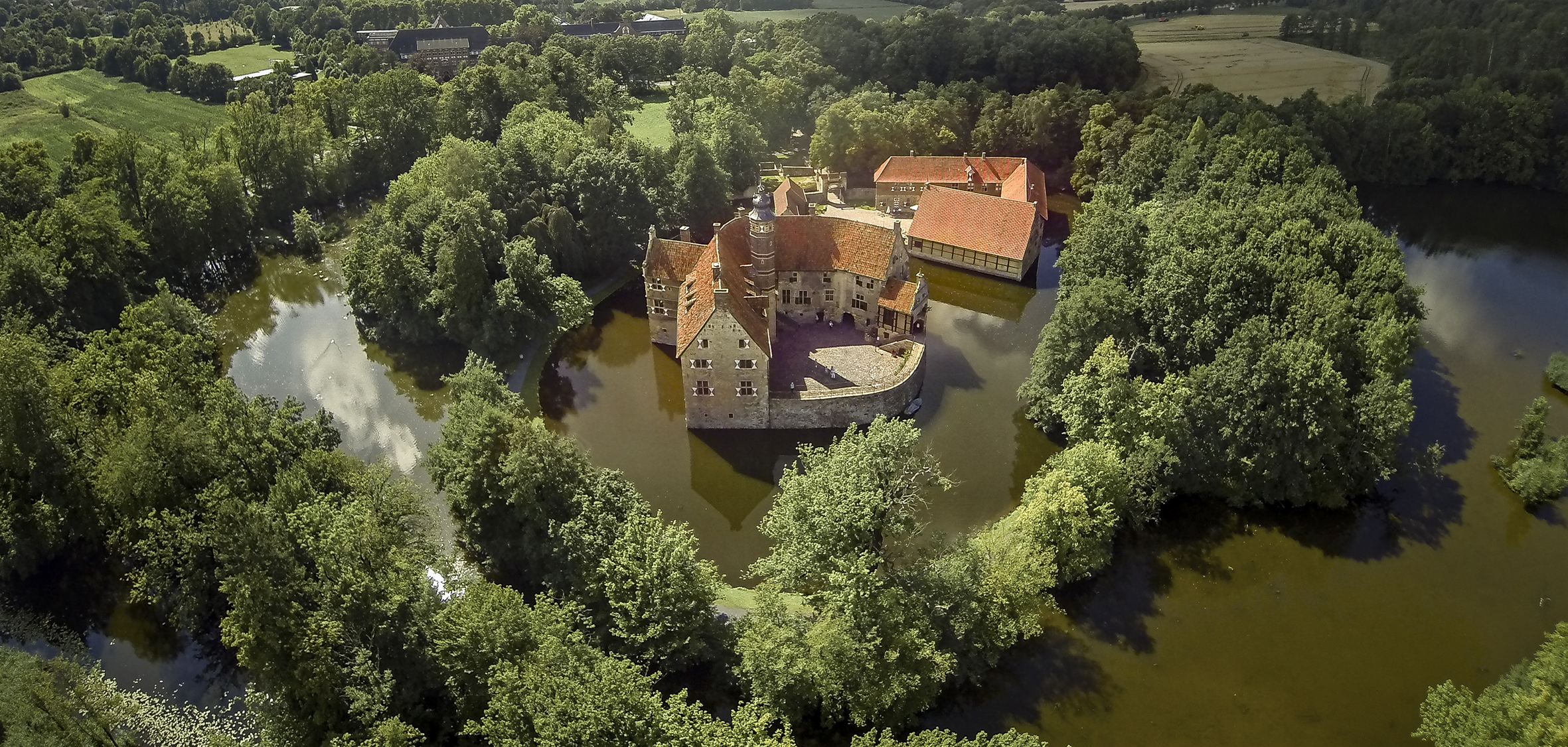
Luftaufnahme der Wasserburg (2014)

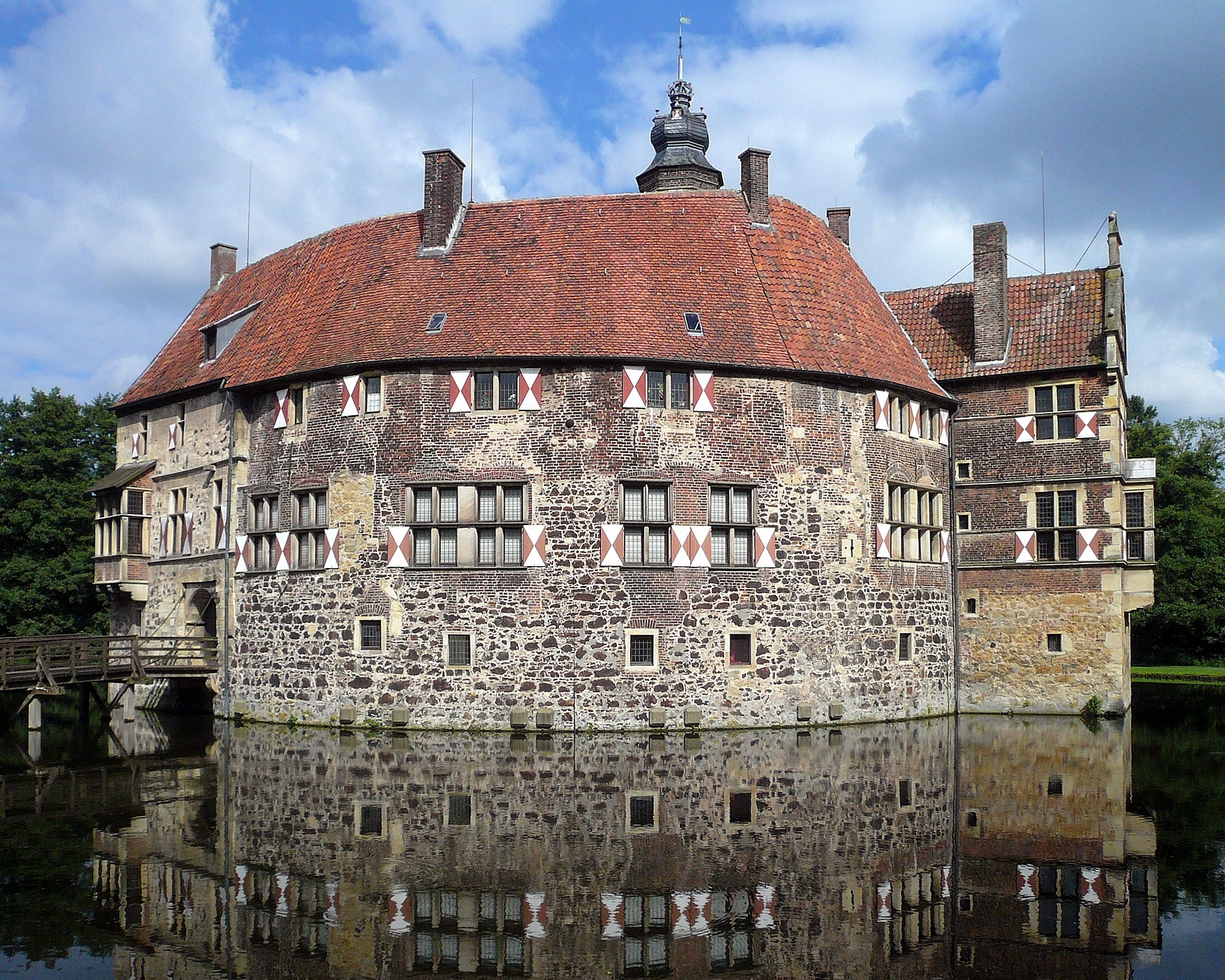
Westansicht der Kernburg

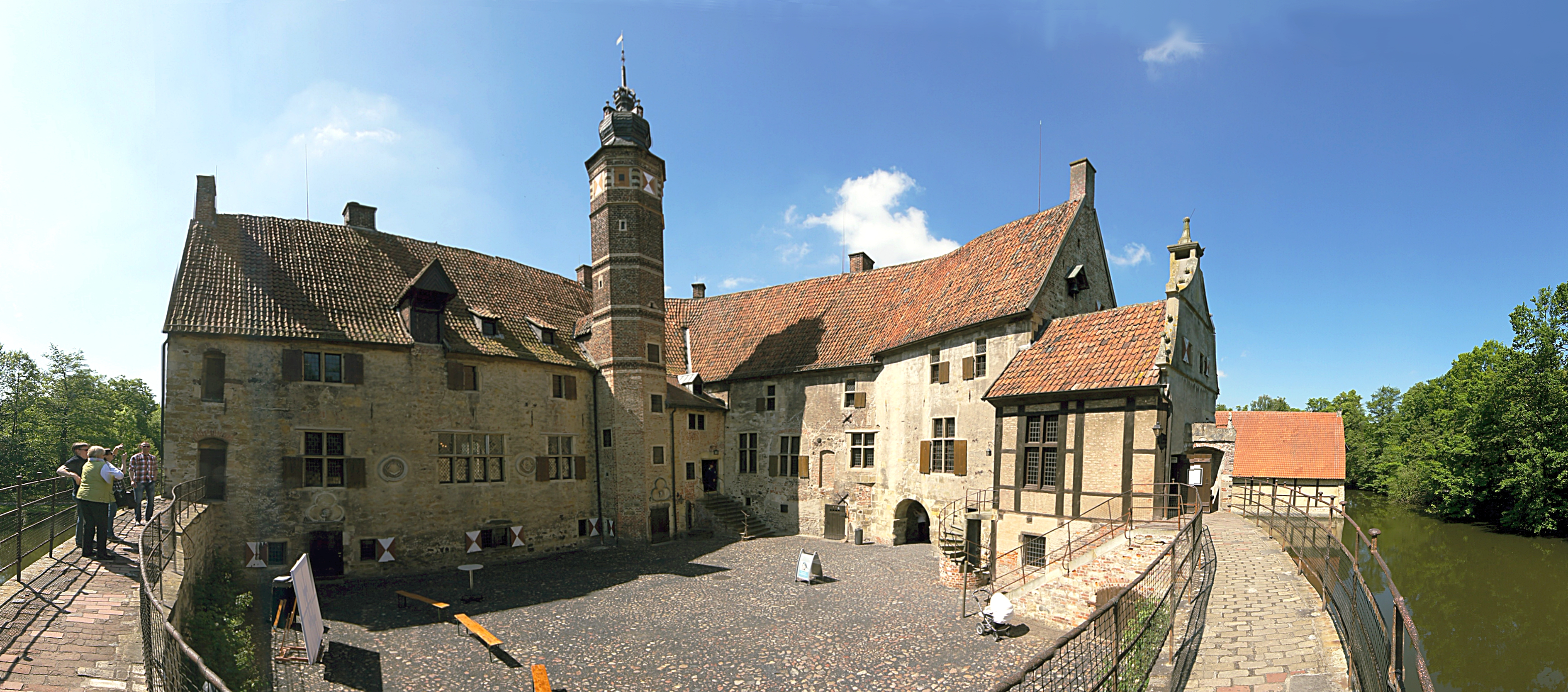
Hofseite der Kernburg

Die Burg Vischering ist eine münsterländische Wasserburg am nördlichen Rand der nordrhein-westfälischen Stadt Lüdinghausen. Trotz eines fast vollständigen Neubaus im 16. Jahrhundert hat die Burg ihren wehrhaften Charakter weitgehend erhalten. Unter den zahlreichen Burgen und Schlössern des Münsterlandes ist sie eine der ältesten und besterhaltenen Anlagen.
Als Trutzburg durch den Bischof von Münster in der zweiten Hälfte des 13. Jahrhunderts gegründet, entwickelte sich die Burg zum Stammsitz der Familie Droste zu Vischering, deren Eigentum die Anlage heute noch ist. Der Name Vischering wurde für die Burg aber erst ab der zweiten Hälfte des 14. Jahrhunderts gebräuchlich. Bei einem Brand im Jahr 1521 wurde die Anlage weitgehend zerstört. Sie wurde bis 1580 wiederaufgebaut und gleichzeitig im Stil der Renaissance erweitert. Nachdem die Eigentümer ihren Wohnsitz 1690 nach Schloss Darfeld verlegt hatten, war Vischering lange Zeit ungenutzt und wurde nur von einem Rentmeister verwaltet. Nach Beschädigungen im Zweiten Weltkrieg und anschließenden Wiederherstellungen pachtete der damalige Kreis Lüdinghausen die Burg, um sie als Kultur- und Bürgerzentrum zu nutzen. Dazu wurden von Beginn der 1970er bis in die Mitte der 1980er Jahre umfangreiche Restaurierungsmaßnahmen an den Gebäuden durchgeführt.
Die gesamte Anlage steht seit dem 8. Oktober 1986 unter Denkmalschutz und beherbergt heute unter anderem das Münsterlandmuseum. Außenbesichtigungen sind jederzeit unentgeltlich möglich.

## Geschichte

### Anfänge

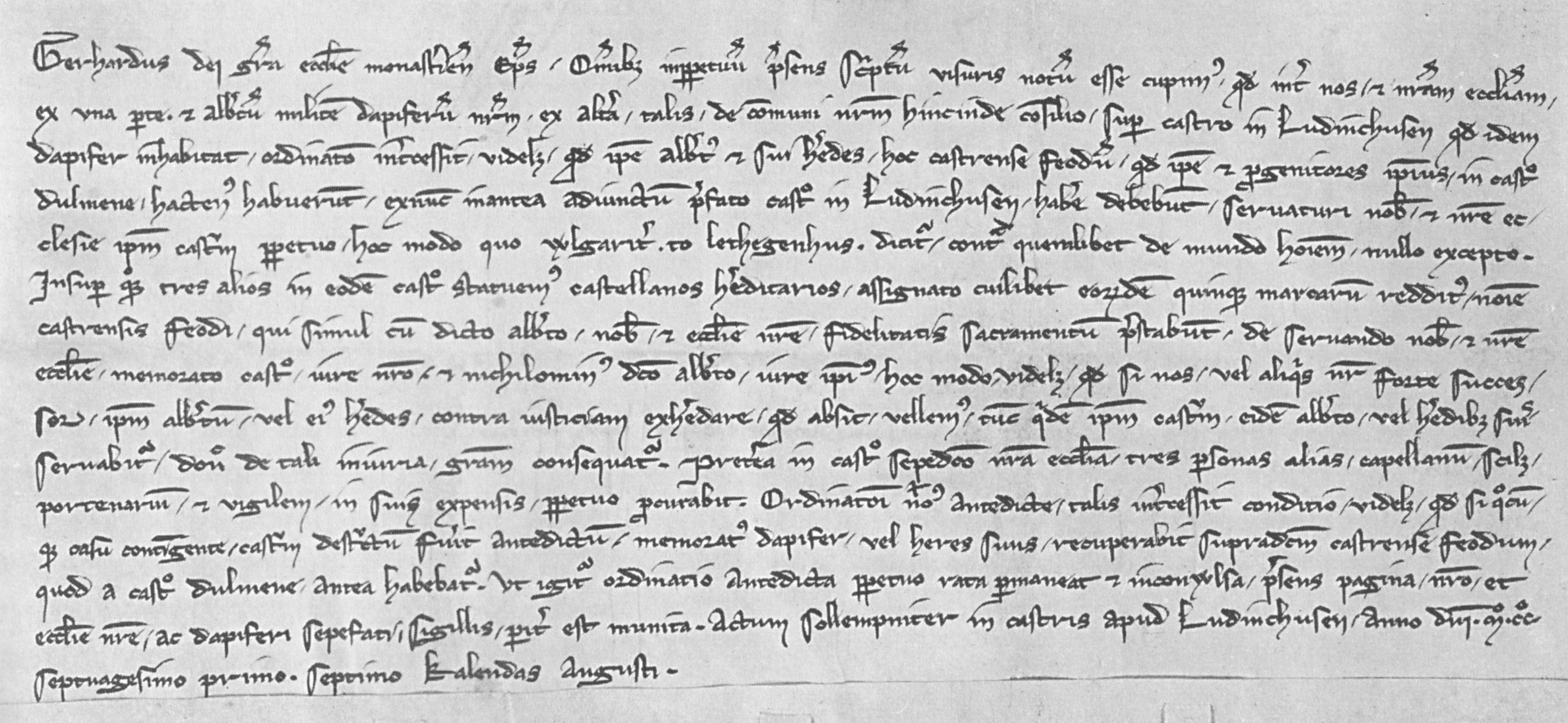
Belehnungsurkunde aus dem Jahr 1271 „Gerhard durch Gottes Gnaden Bischof von Münster. Allen sei es bekannt, dass zwischen uns und dem Ritter Albert Droste über die Burg in Lüdinghausen folgende Bestimmungen getroffen: dass nämlich Albert und seine Erben das Burglehen, welches er und seine Vorfahren seither auf der Burg Dülmen gehabt haben, von jetzt an als ein Annexerum der gen. Burg in Lüd. haben, und diese Burg uns und unserer Kirche als Lethegenhus innehaben und verteidigen sollen gegen jedermann. Dazu werden wir für dieselbe Burg drei erbliche Burgmänner bestimmen und jedem 5 Mark Einkünfte anweisen als Burglehen; diese werden uns zugleich mit Albert den Eid der Treue leisten, auf der Burg unser Recht zu schützen, und zugleich das Recht Alberts. Sollte einer unserer Nachfolger diesen oder seine Nachkommen widerrechtlich enterben wollen, so soll die Burg ihm bleiben, bis er sein Recht erlangt hat. Auch wird unsere Kirche auf der gen. Burg 3 Personen, nämlich einen Kapellan, Pförtner und Wächter auf ihre Kosten für immer anstellen. Sollte die Burg je zerstört werden, so geht das Burglehen an die Burg Dülmen zurück. Verhandelt im Lager vor Lüdinghausen 1271 Juli 25.“ (Übersetzung nach Julius Schwieters, 1891, angepasste Rechtschreibung)

Die Burg verdankt ihre Gründung im 13. Jahrhundert Auseinandersetzungen zwischen dem Bischof von Münster, Gerhard von der Mark, als Landesherrn und den Herren von Lüdinghausen, den Rittern Hermann I. sowie seinem Bruder Bernhard. Diese hatten etwas südlich der Burg Lüdinghausen wohl ohne Einverständnis des Bischofs die Burg Wolfsberg errichtet, und so ließ Gerhard von der Mark kurz vor 1271 die Burg Vischering als Zwingburg auf einer etwa 80 Meter langen Sandinsel in einem Steverarm erbauen, um die landesherrlichen Rechte des Bistums gegenüber den aufrührerischen Lüdinghausener Brüdern zu sichern. Mit einer Urkunde vom 25. Juli 1271 belehnte er den Ministerialen Albert III. von Wulfheim (1268–1315) mit der Anlage und gab sie ihm als erbliches Kunkellehen. Die Familie von Wulfheim stand zu jener Zeit schon rund 100 Jahre lang als Drosten im Dienst der Münsteraner Bischöfe und nannte sich nach ihrem Besitz bei Lembeck. Aus der Lehnsurkunde ist ersichtlich, dass sich Gerhard von der Mark nicht nur das Öffnungsrecht für die Burg sicherte, sondern diese zugleich als bischöfliche Landesburg geplant war. Allerdings fand der vorgesehene Ausbau zu einer solchen nie statt, obwohl die Burg wahrscheinlich von vornherein als Zwei-Insel-Anlage geplant und angelegt worden war und nicht erst später zu ihrer heutigen Größe heranwuchs. Albert standen zur Verteidigung der Anlage drei Burgmannen zur Seite. Zudem wurden ihm vom Bischof ein Kaplan, ein Pförtner und ein Wächter zugestanden.
Nachdem die Amtsbezeichnung Truchsess im 12. Jahrhundert in den Familiennamen übernommen worden war, verdrängte die Bezeichnung Droste ihn 1309 komplett und wurde anstatt dessen zum Familiennamen der Burgbesitzer, obwohl Droste ursprünglich eigentlich nur die Verballhornung des Wortes Truchsess gewesen war. Spätestens ab 1455 nannte sich die auf der Burg ansässige Familie Droste zu Vischering, um sich von dem seit 1414 existierenden anderen Familienzweig namentlich zu unterscheiden. In jenem Jahr teilten die beiden Brüder Heinrich und Johann den Familienbesitz untereinander auf und begründeten damit zwei Familienlinien. Im Teilungsvertrag ist von einem „olde steynhus to Vischerinck“ und einem „nye steynhus mit dem berchvrede“ die Rede. Von dem dort genannten Bergfried sind heute jedoch keine oberirdischen Spuren mehr vorhanden. Vermutlich stand er im östlichen Bereich des Innenhofs. Die damalige mittelalterliche Anlage besaß aller Wahrscheinlichkeit nach zur Außenseite hin noch keine Fenster und war dort nur mit schmalen Schießscharten ausgestattet. Eine Vorburg gehörte schon damals zum Besitz, denn diese wurde spätestens Mitte des 14. Jahrhunderts angelegt. Der Teilung des Familienbesitzes folgten – vor allem während der Münsterischen Stiftsfehde 1450 bis 1457 – mehrfach Verpfändungen und Verkäufe. So kam es, dass der Erbmarschall des Hochstifts Münster, Gerhard II. von Morrien auf Nordkirchen, im Laufe des 15. Jahrhunderts fast alle Besitzrechte an Vischering in seiner Hand vereint hatte. Da aber seine Tochter Richmond 1473 Heidenreich Droste von Vischering heiratete, kam die Burg zurück in Drostenhand.
Neuere Untersuchungen nehmen als Bauwerk vor der Ersterwähnung ein „befestigtes Steingebäude“ an und datieren die Ringmauer später.

### Neubau im Stil der Renaissance

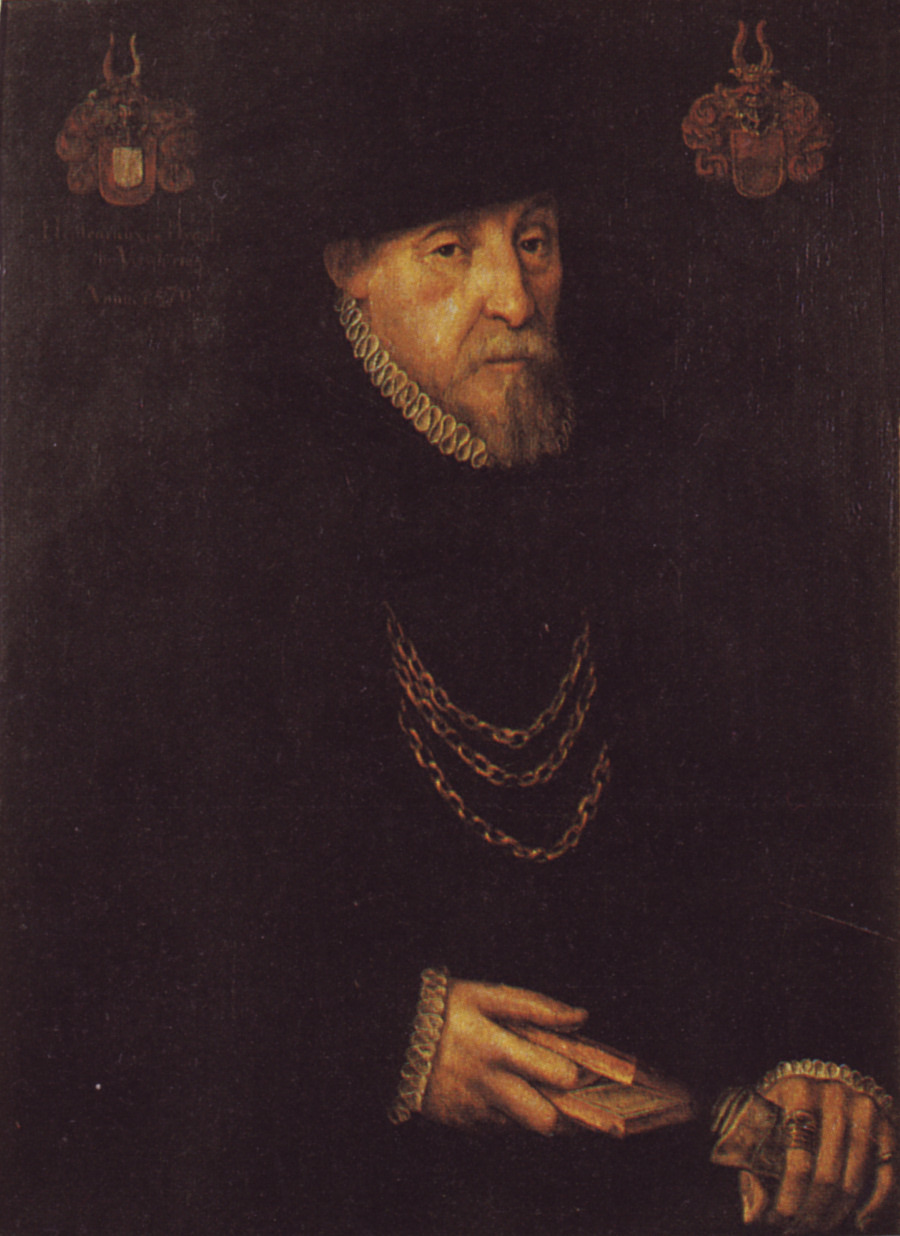
Heidenreich Droste zu Vischering vollendete den Neubau der Burg im 16. Jh.; Porträt von 1570

Im Jahr 1521 wurde die Kernburg durch ein verheerendes Feuer weitgehend zerstört. Johann von Droste zu Vischering begann deshalb mit einem Neubau des heutigen Westflügels im Stil der Renaissance, der um ein Geschoss höher war als sein Vorgänger. Der Wiederaufbau auf alten Fundamenten und unter Einbezug der noch erhaltenen Bausubstanz dauerte mehrere Jahrzehnte, sodass Johann sein Ende nicht mehr erlebte, denn er starb um 1540. Vollendet wurde der Rohbau 1552 mit der Fertigstellung des neuen Südflügels durch seinen Sohn Heidenreich (1508–1588), dessen Wappen gemeinsam mit dem seiner Frau Jaspara von Hoberg zu Kaldenhove an der Hoffassade zu finden ist. Bei den Arbeiten waren Fenster in die zuvor geschlossene Ringmauer gebrochen worden, sodass der Verteidigungscharakter der Hauptburg ein wenig gemindert wurde. Ein Kamin im Südflügel mit der Jahreszahl 1570 beweist jedoch, dass der Innenausbau des neuen Wohnbaus noch bis zu jenem Jahr dauerte. Bis 1580 war der Bau des Treppenturms vollendet. West- und Südflügel wurden durch den sogenannten Zwischenbau miteinander verbunden. Diesem fügte Heidenreich Droste von Vischering im Jahr 1617 an der gräftenseitigen Außenseite einen Anbau hinzu, der weit in den Hausteich hineinragte: die sogenannte Auslucht.

### 17. bis 19. Jahrhundert

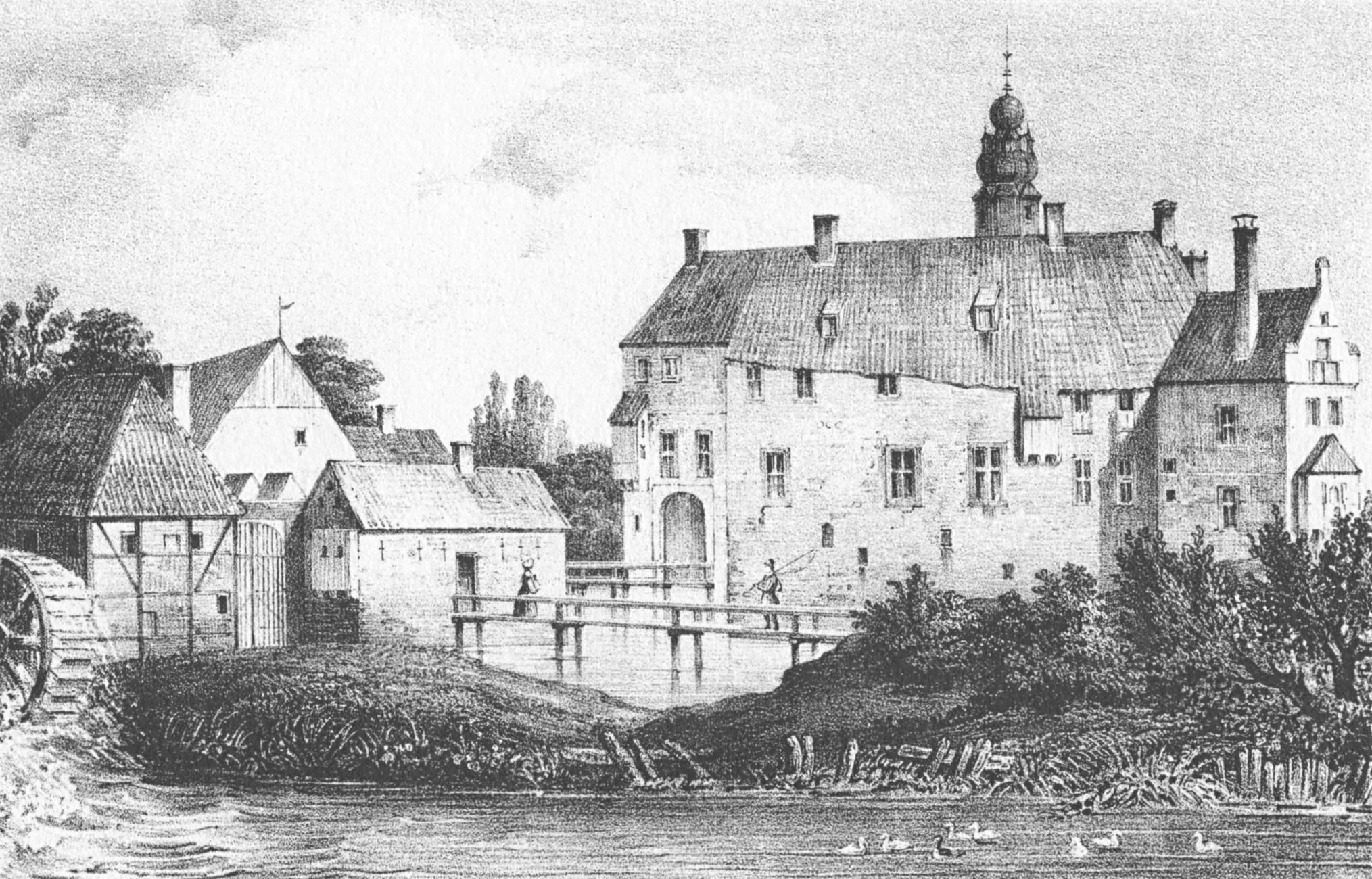
Burg Vischering auf einer Lithografie aus der Zeit von 1837 bis 1840

Während des Dreißigjährigen Kriegs wurde die Burg vermutlich kurz vor dem 3./4. Februar 1633 durch hessische Soldaten besetzt. Ob es dabei zu kämpferischen Auseinandersetzungen kam, ist nicht bekannt. Die Besatzer blieben eine Weile: Noch mindestens bis Oktober 1634 war die Anlage in hessischer Hand.
Zur Zeit Christoph Heidenreichs Droste zu Vischering als Burgherr war Vischering nicht mehr die alleinige Residenz der Familie. Durch seine Amtspflichten als Erbdroste des Bistums Münster weilte Christoph Heidenreich zeitweise auch in Ahaus und Holtwick. Als ihm nach dem Tod seines Onkels Goswin 1690 das von diesem im Jahr 1680 erworbene Schloss Darfeld zufiel, verlegte er seinen Wohnsitz gänzlich dorthin. Burg Vischering wurde nachfolgend von einem Rentmeister der Familie verwaltet, die dort nur noch selten zu Gast war. So nimmt es nicht wunder, dass in den Jahren nach dem Wegzug der Drostes keine größeren baulichen Veränderungen mehr an der Anlage vorgenommen wurden. Erst 1720 änderte sich dies, als Christoph Heidenreich den Vorburgbereich neu gestalten ließ. Im Zuge der entsprechenden Bauarbeiten wurde dem dort seit dem 16. Jahrhundert bestehenden Bauhaus ein zweiflügeliges Wirtschaftsgebäude angefügt. Die nächste – jedoch nur kleine – Veränderung fand erst wieder im 19. Jahrhundert statt. Nachdem die Familie am 21. Januar 1670 in den Freiherrenstand erhoben worden war, folgte 1826 durch den preußischen König Friedrich Wilhelm III. die Erhebung in den Grafenstand für Adolf Heidenreich Droste zu Vischering. Dies äußerte sich in der Ergänzung des Vischeringer Treppenturms mit einer offenen Krone aus Holz und einer Wetterfahne auf seiner Haube.
Mit dem Umzug von Maximilian Graf Droste zu Vischering und seiner Frau Sophie Gräfin von Waldburg-Zeil von Darfeld nach Vischering am 30. Oktober 1893 kam wieder mehr Leben in die Burg. Um sie für das Grafenpaar als Domizil wohnlich herzurichten, wurden umfangreiche Maurer- und Schreinerarbeiten im Inneren ausgeführt. So stammt vermutlich die historistische Holzvertäfelung der Wände im ersten Obergeschoss der Kernburg aus jener Zeit.

### Sanierung, Kriegszerstörung, Wiederherstellung

Nordansicht der Kernburg von 1891, eine der frühesten erhaltenen fotografischen Aufnahmen der Anlage

Die Sommer der Jahre 1911 und 1912 waren sehr trocken und sorgten dafür, dass der Wasserspiegel des Hausteichs rapide absank. Folge war, dass die Pfahlrostgründung der Burg zum Teil freilag und deren Pfähle zu modern begannen. Sie verloren dabei ihre Tragfähigkeit, weswegen die gesamte Burganlage auseinanderzubersten drohte. Risse von bis zu 15 cm Breite zeigten sich in den Fassaden. In der Zeit von 1927 bis 1929 ließen die Burgeigentümer deshalb eine statische Sicherung vornehmen. Die Installation von Stahlbetonelementen und Radialankern sorgte für eine Aussteifung des einsturzgefährdeten Mauergürtels. Das Sicherungskonzept stammte von Georg Rüth, der auch schon an der Sicherung des Mainzer Doms beteiligt gewesen war.
Während des Zweiten Weltkriegs detonierte im November 1944 eine Luftmine am Wallkopf der Burg. Die dadurch entstandene Druckwelle erzeugte zahlreiche Schäden an den umstehenden Bauten. So wurde sowohl der Speicher als auch die Getreidemühle vollständig zerstört und ihr Mühlstein dabei bis vor die Kapelle auf dem Vorwerk geschleudert. Die Mühleninsel verlor dadurch komplett ihre wirtschaftliche Bedeutung für die Burg. Durch den Bombentreffer wurde auch die Brücke zur Vorburg beschädigt, ebenso wie das Zugbrückentor zur Hauptburg. Der Erker am Torhaus der Kernburg stürzte ab. Neben zerstörten Dachpartien und zerbrochenen Fensterverglasungen brachte die Druckwelle aber auch ein bis dahin unbekanntes Ausstattungsstück zum Vorschein: Im sogenannten Rittersaal fiel der Deckenputz herab und legte darunter farbig ornamentierte Deckenbalken frei. Die umfangreichen Kriegsschäden wurden im Zeitraum von 1948 bis 1952 weitgehend behoben. Die Reparatur des Zugbrückentorbogens erfolgte 1951, der zerstörte Torhauserker wurde 1952/1953 wiederhergestellt. 1962/1963 folgten noch weitere Instandsetzungsarbeiten.

### Einrichtung des Münsterlandmuseums
Zu Beginn der 1970er Jahre pachtete der damalige Landkreis Lüdinghausen die Burganlage, um sie als Kulturzentrum zu nutzen. Unter anderem sollte dort ein Museum eingerichtet werden. Zu diesem Zweck folgten zwischen 1970 und 1972 umfangreiche Instandsetzungen an der Anlage, bei denen zum Teil auch Rückbauten vorgenommen wurden, um den historischen Zustand wiederherzustellen. Unter anderem wurde das Gräftensystem in seinem frühneuzeitlichen Zustand wiederhergestellt. Bei Arbeiten im Inneren der Kernburg kamen dabei seltene Seccomalereien aus dem 16. Jahrhundert und ein vermauerter, unter Putz verborgener Kamin im Rittersaal ans Tageslicht. Ausschachtungsarbeiten im Innenhof der Hauptburg legten 1,45 Meter unter dem heutigen Hofniveau zudem die Fundamentreste des vermutlich ehemaligen Bergfrieds frei. Die erhaltenen Teile des Pfahlrostes wurden im Februar 1972 und im Juni 1973 archäologisch untersucht. Mithilfe der Dendrochronologie konnten sie auf die Zeit um 1270 datiert werden und gehören damit sehr wahrscheinlich noch zum Bestand der durch Gerhard von der Mark gegründeten Anlage. Weitere jedoch nicht genau datierbare Bodenfunde sind sogar noch älter und zeigen, dass auf dem Burgplatz schon vor 1271 steinerne Gebäude gestanden haben. 1972 waren die Wiederherstellungs- und Restaurierungsarbeiten so weit gediehen, dass der Kreis Lüdinghausen in jenem Jahr das Münsterlandmuseum eröffnen konnte. Mit der Kreisreform 1975 wurde das Museum vom Kreis Coesfeld übernommen.  Bis 1975 war auch die Restaurierung des Treppenturms abgeschlossen.
Ab 1979 folgten umfassende Umbau- und Restaurierungsarbeiten im Vorburgbereich, denn das dortige Bauhaus und seine ehemalige Räucherkammer aus dem 19. Jahrhundert sollten ebenfalls museal genutzt werden. Für die übrigen Wirtschaftsgebäude war die Nutzung als Gastronomie und für Veranstaltungen vorgesehen. Der Dachstuhl des Bauhauses, ein Vierständerhaus, wurde nach alten Vorbildern fast vollständig erneuert. Weil das Gebäude im 19. und 20. Jahrhundert als Schweinestall gedient hatte, war seine Ständerkonstruktion entfernt worden und wurde nun zu Anschauungszwecke an der Westseite rekonstruiert. Im Jahr 1982 folgte die Wiederherstellung der Räucherkammer, ehe 1983 mit der Restaurierung der ehemaligen Remise begonnen wurde. Bei den Umbaumaßnahmen im Bauhaus traten Fundamentreste und Pfähle zutage, die dendrochronologisch untersucht wurden. Die Ergebnisse bewiesen, dass dort zwei Vorgängerbauten existiert hatten: ein erster aus der Zeit um/nach 1315 und ein zweiter von etwa 1360. Nach Abschluss der Arbeiten konnte die Ausstellung 1984 in der Vorburg eröffnet werden.

### Heutige Nutzung

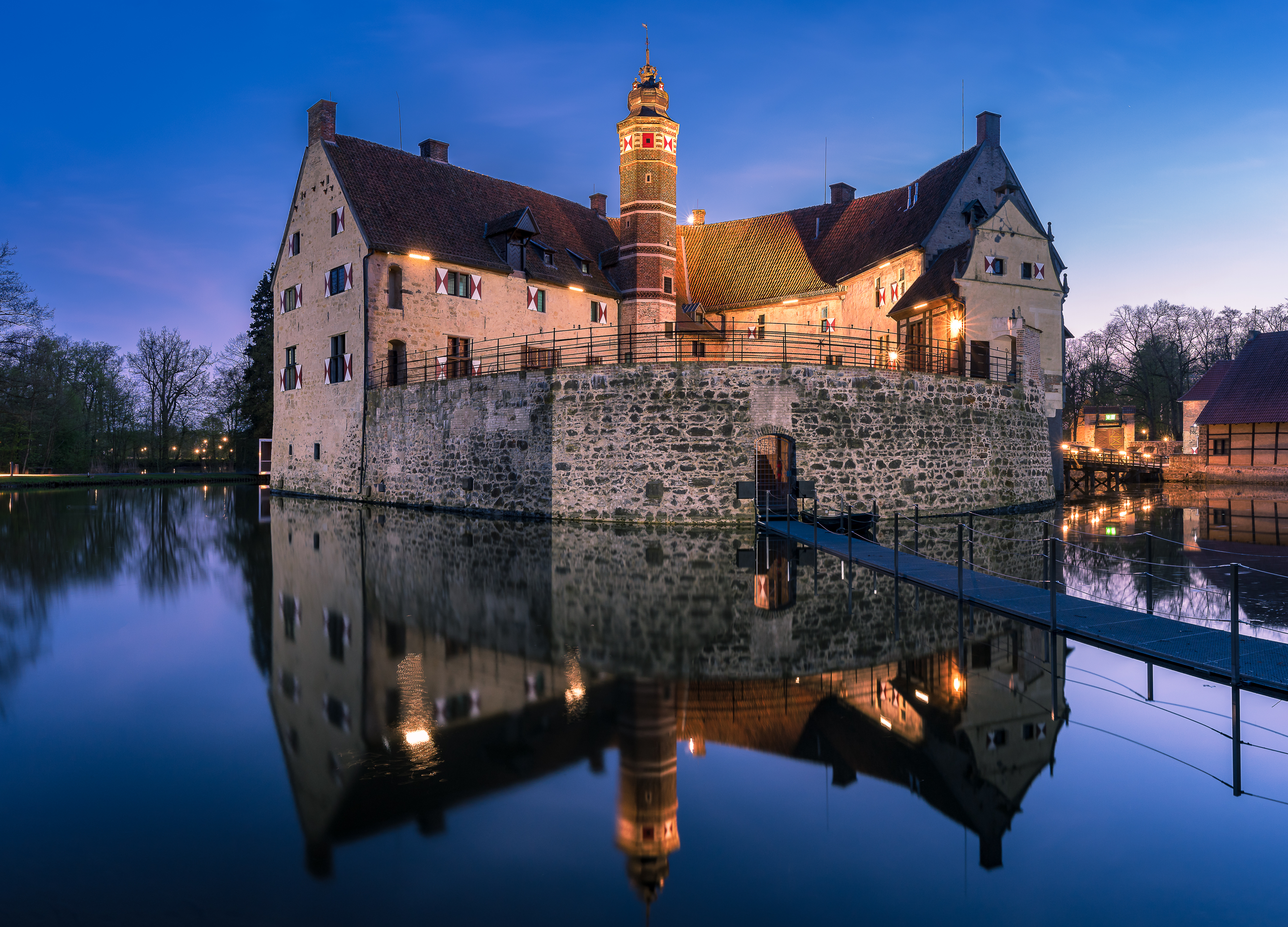
Burg Vischering in Lüdinghausen

Die Burganlage dient heute als Kulturzentrum des Kreises Coesfeld. In diesem Rahmen finden im Rittersaal zum Beispiel Konzerte und Vorträge statt, während die Räume im Obergeschoss des Remisenbaus für kunst- und kulturgeschichtliche Wechselausstellungen genutzt werden. Thematisch wechseln sich zeitgenössische Kunst der Region und Arbeiten international bekannter Künstler, wie beispielsweise Eduardo Chillida, ab. Gemeinsam mit dem in der Burg beheimateten Münsterlandmuseum locken die Veranstaltungen rund 80.000 Besucher pro Jahr nach Vischering. Für deren leibliches Wohl sorgt ein Café/Bistro im ehemaligen Pferdestall der Vorburg.
Im Rahmen der Regionale 2016, einem Strukturförderungsprogramm des Landes Nordrhein-Westfalen, standen die Burgen Vischering und Lüdinghausen im Fokus des Projektes WasserBurgenWelt. Im Zuge dieses Projektes wurde die Dauerausstellung Vischerings vollständig neu konzipiert und feierte am 4. Februar 2018 Neueröffnung. Voraussetzung für diese Neukonzeption waren 18-monatige Umbau- und Sanierungsarbeiten, die etwa 9,6 Millionen Euro kosteten. Um die Zusammenhänge zwischen den beiden benachbarten Wasserburgen und der Lüdinghauser Altstadt stärker zu betonen, wurden zudem die sie verbindenden offenen Fluss- und Kulturlandschaften umgestaltet, indem Sichtachsen zwischen den drei Eckpunkten geschaffen wurden. Über das Münsterlandmuseum hinaus ist Burg Vischering nun auch Anlaufstelle für ein neu gegründetes Burgherrennetzwerk.

## Beschreibung

Lageplan der Burganlage

Burg Vischering ist eine Zwei-Insel-Anlage, bestehend aus einer Vorburg mit Wirtschaftsgebäuden und einer östlich davon gelegenen Kernburg mit den herrschaftlichen Wohngebäuden, die auch Oberburg genannt wird. Beide Teile liegen auf eigenen Inseln in einem etwa 137 × 81 Meter großen Hausteich und sind von einem komplexen System aus Wällen, Teichen und Gräften umgeben, die von der Stever gespeist werden. Rund um den Hausteich, der auch Innengräfte genannt wird, verläuft ein schmaler Damm mit einem Rundweg für Fußgänger. Auf ihm wachsen 300 bis 400 Jahre alte Stieleichen und eine große Sommerlinde. Diese ist eine von drei Einzelbäumen auf dem Burgareal, die als Naturdenkmal geschützt sind. Gegenüber der Auslucht der Kernburg finden sich zudem einige fremdländische Gehölze, darunter Scheinzypressen, Platanen, Eiben und ein Trompetenbaum. Umgeben ist der Damm von einer Außengräfte, die wiederum von einem Wall umrahmt wird. Auch auf diesem gibt es einen Fußgängerrundweg, der im südlichen und östlichen Teil von bizarr geformten etwa 350 Jahre alten Hainbuchen gesäumt ist. Die hohe Zahl alter Bäume auf dem Burggelände deutet auf eine groß angelegte Landschafts- und Gartenplanung, die schon im 17. Jahrhundert begann. Tatsächlich wurden in der ersten Hälfte des 17. Jahrhunderts erstmals ein großer Garten und ein Kräutergarten erwähnt. Diese darf man sich jedoch nicht als einen repräsentativen Schlosspark vorstellen, sondern vielmehr als Nutzgärten, in denen Obst und Gemüse zur Versorgung der Burgbewohner angebaut wurden. Sie bestanden noch mindestens bis 1780. Die Mehrheit der heute rund um Vischering vorhandenen Bäume wurde allerdings erst im 18. und 19. Jahrhundert gepflanzt.

### Vorwerk und Mühleninsel

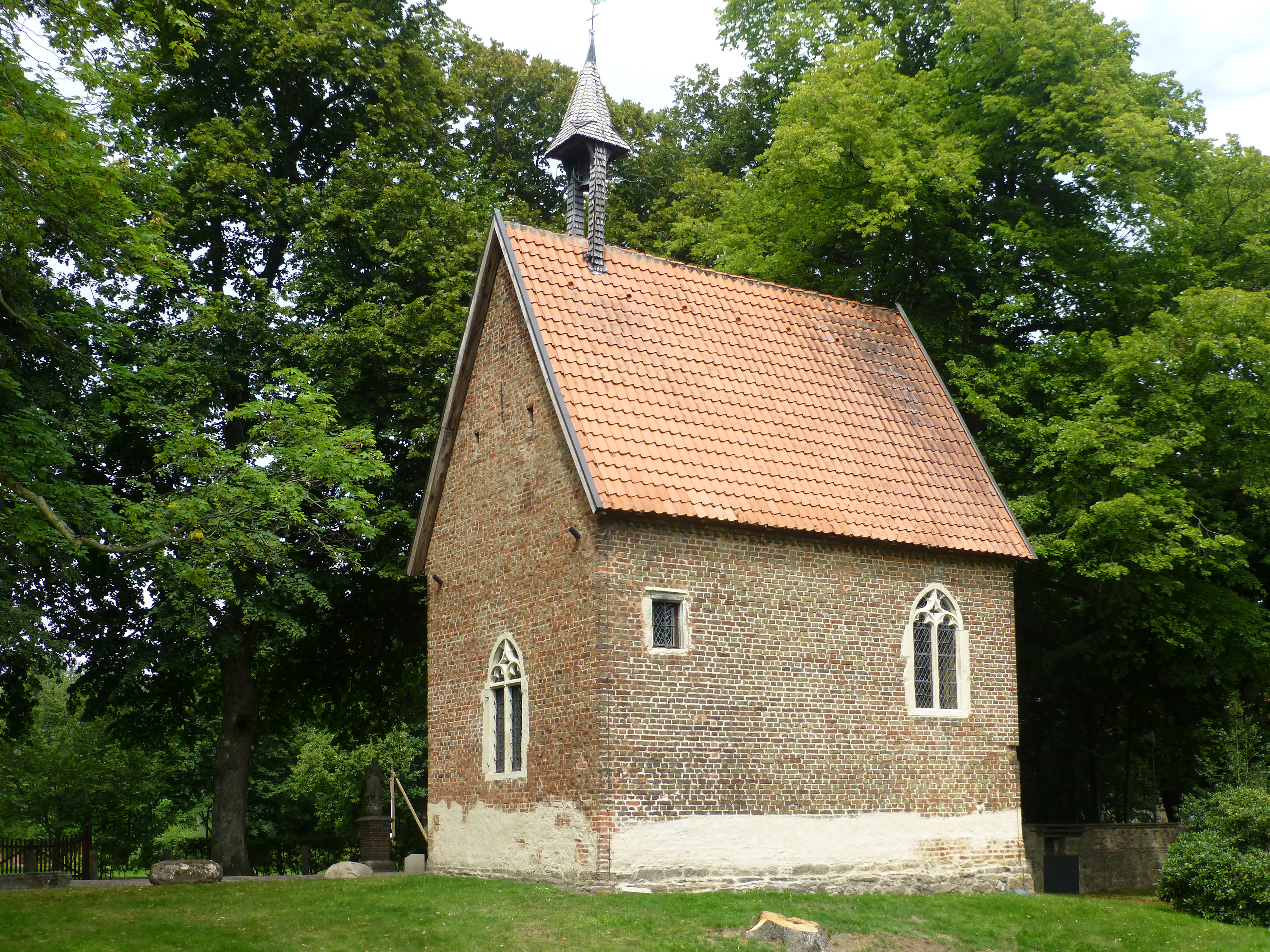
Georgskapelle

Erreichbar ist die Burganlage über eine 90 Meter lange Lindenallee, die von Westen auf die Vorburg zuführt. Die Allee durchquert dabei ein Freiheit genanntes, langgestrecktes Vorwerkareal, dessen frühere Befestigungen wie Mauern, Gräften und Wälle heute verschwunden sind. Lediglich die Reste eines Torbaus sind noch vorhanden. Der Weg zur Vorburg passiert das sogenannte Pförtnerhaus aus dem 19. Jahrhundert und die Georgskapelle, einen schlichten Ziegelbau mit spätgotischem Fischblasen-Maßwerk in den Fenstern. Sein pfannengedecktes Satteldach trägt einen Dachreiter. Die Kapelle wurde 1495 geweiht und besitzt in ihrem Inneren noch immer die ursprüngliche Altarplatte. Dieser Altar hat weder ein Retabel noch sonstige Aufbauten. Auf ihm steht ein rechteckiger Tabernakel, dessen Türen im Nazarenerstil bemalt sind, und eine steinerne Leuchterbank. Darüber hängt an der Altarwand ein Epitaph in Renaissanceformen, das nahezu genauso breit wie der Altar ist. Es erinnert an den 1588 verstorbenen Erbdrosten Heidenreich Droste zu Vischering und zeigt eine von Wappen gerahmte Kreuzigung. Ein offensichtlich zum Altar gehöriges Retabel in charakteristischer neugotischer Formensprache, gesprengeähnliche Merkmale aufweisend, befindet sich an der rechten Seite unterhalb des Fensters. Der reich verzierte flämische Kronleuchter an der hölzernen Flachdecke wird auf das 17. Jahrhundert datiert. Darüber hinaus finden sich in dem als Grabkapelle genutzten Bauwerk noch etliche Grabplatten und -denkmale der Familie Droste zu Vischering.
Ehe der Besucher die Vorburginsel betritt, muss er zuvor noch die sogenannte Mühleninsel, auch Wallkopf genannt, überqueren. Sie besitzt ihren Namen, weil sie früher Standort zweier wasserbetriebener Mühlen war. Diese hatten in Vischering eine lange Tradition, denn schon für das Jahr 1289 ist anlässlich eines Streits mit den Herren von Lüdinghausen dort eine Mühle urkundlich überliefert. Die Ölmühle wurde bereits im 18. Jahrhundert abgerissen, während die Kornmühle noch bis 1944 existierte. Sie war ein einfacher Fachwerkbau, dessen Holz kurz nach 1355 geschlagen wurde. Als das Gebäude 1944 durch eine Luftmine zerstört wurde, schleuderte die Detonationswelle den Mühlstein aus Granit bis vor die Georgskapelle, wo er noch heute liegt. Zwischen den beiden Mühlenstandorten befindet sich das für die Verteidigung der Burg einst sehr wichtige Wehr, das für die Wasserregulierung des weit verzweigten Gräftensystems der Anlage verantwortlich war. Es kann über eine Brücke aus dem Jahr 1862 überquert werden. Seit 1549 existiert in der südwestlichen Ecke des Wallkopfs eine kleine Schlupfpforte. Sie zeigt über dem Türsturz die Wappen der Erbauerfamilien Münster, Droste, Hoberg und Knehem. Der Durchgang ist an beiden Seiten von Schießscharten flankiert.

### Vorburg

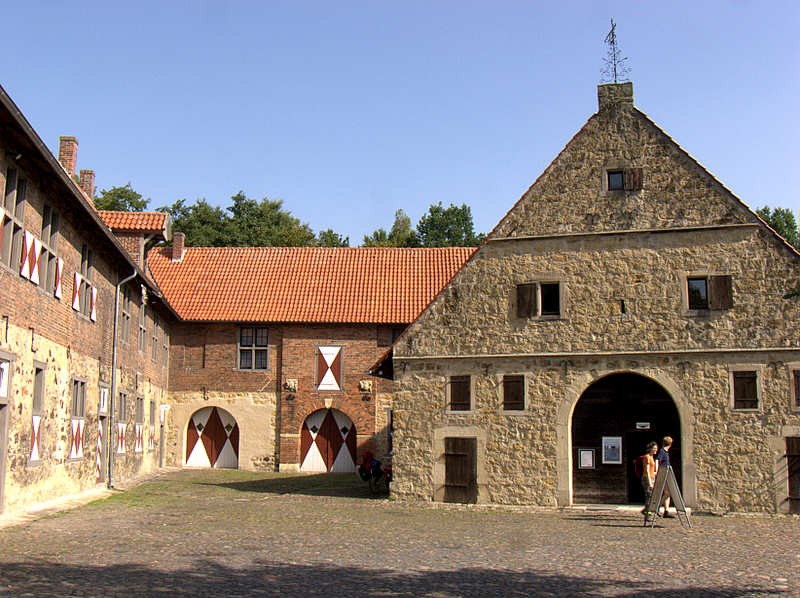
Wirtschaftsgebäude der Vorburg: die zweiflügelige Remise (links) und das Bauhaus (rechts)

Vom Wallkopf führt eine von steinernen Pfeilern flankierte Brücke aus dem Jahr 1719 über die Innengräfte zum Tor der trapezförmigen Vorburg. Die Brücke überspannt aber nicht die gesamte Wasserbreite, sodass ein letztes, kleines Stück von einer heruntergelassenen hölzernen Zugbrücke überwunden wird. Das Tor besitzt Zinnen sowie eisenbeschlagene Torflügel und ist links und rechts von niedrigen Wehrmauern mit Schießscharten flankiert. Über der rundbogigen Tordurchfahrt findet sich ein spätgotischer Wappenstein mit dem Allianzwappen des Johann Droste zu Vischering und seiner Frau Elisabeth von Münster. Darunter berichtet die Inschrift RENOV[AT] MCMXLV vom Wiederaufbau nach den Kriegszerstörungen von 1944.
Beherrschender Bau des Vorburggeländes ist der hufeisenförmige Wirtschaftshof, der in etwa die nördliche Hälfte der Vorburginsel einnimmt. Er besteht aus dem eingeschossigen Bauhaus an der Ostseite, dem sich westlich im spitzen Winkel der zweigeschossige Remisenbau anschließt. Dieser stammt aus dem Jahr 1720, was an seinen Mauerankern in der Form dieser Jahreszahl abzulesen ist, und wurde von Christoph Heidenreich Droste zu Vischering und seiner zweiten Frau Adelheid Magdalena von Nagel unter Verwendung älterer Bausubstanz errichtet. Davon kündet das Allianzwappen des Paares über einem der Einfahrtstore. Das Erdgeschoss dieses Vorburgteils wurde aus Bruch- und Blocksteinen errichtet, während das Mauerwerk seines Obergeschosses aus Backstein besteht. Die Remise bot nicht nur Lagerplatz, sondern beheimatete auch die Pferdeställe und die Wohnung für den Verwalter. Das Bauhaus wurde urkundlich erstmals 1414 erwähnt. Dabei handelte es sich aber um einen Vorgänger des heutigen Gebäudes, denn dieses wurde erst nach einem Brand im Jahr 1584 neu errichtet. Das bezeugt eine entsprechende Inschrift in seinem rundbogigen Torgewände, die von den Wappen der Erbauer, Heidenreich Droste zu Vischering und seiner Frau Jaspara von Hoberg zu Kaldenhove, begleitet wird. Das wuchtige Gebäude ist ein längsrechteckiger Fachwerkbau mit pfannengedecktem Satteldach. Es handelt sich dabei um ein für das Münsterland typisches Vierständerhaus. Im Erdgeschoss lag früher mittig eine lange Diele, an die sich zu beiden Seiten Stallungen anschlossen. Im Dachgeschoss befand sich ein großer Heuboden. Bei Umbauarbeiten in der Zeit von 1980 bis 1983 wurde das Bauhaus zu einer Vierständerhalle verändert, um besser für die vorgesehene museale Bestimmung genutzt werden zu können.
An der Südseite der Vorburginsel steht ein kleinerer Backsteinbau, dem sich an der Ostseite ein Fachwerkhaus anschließt. Bei diesen Gebäuden, die beide nach Mitte des 16. Jahrhunderts entstanden sind, handelt es sich wahrscheinlich um das Brau- und das Backhaus der Burg Vischering. Letzteres ist mit einem funktionierenden Steinbackofen ausgestattet, der bei besonderen Anlässen in Betrieb genommen wird. Durch eine Hintertür ist es möglich, über einen Holzsteg auf den Damm zwischen Innen- und Außengräfte zu gelangen.

### Kernburg

Grundriss des ersten Stocks in der Kernburg

Eine etwa 25 Meter lange Holzbrücke führt zur Kernburg mit annähernd kreisförmigem Grundriss. Früher war der Zugang durch eine Zugbrücke gesichert; die dazugehörige Plattform, auf der die heruntergelassene Zugbrücke auflag, war noch Ende des 19. Jahrhunderts erhalten. In ihrer Form als Ringmantelburg ist Vischering einzigartig im Münsterland. Sie gründet auf einen Pfahlrost aus Eichenholz, der in den schlammigen Grund des Hausteichs getrieben wurde. Dessen normaler Wasserstand beträgt 1,50 Meter. Die heute sichtbare Bausubstanz der Hauptburg stammt aus der Zeit der Spätgotik und Renaissance. Als Baumaterial kamen Feldsteine, Ziegel und Haustein zum Einsatz. Letzterer wurde für dekorative Zierteile, Medaillons und Gewände genutzt und ist aus Baumberger Sandstein. Das steile Satteldach ist mit den im Münsterland nur selten verwendeten Biberschwanzziegeln (auch Ochsenzungen genannt) gedeckt, die zum Teil noch aus dem 16. Jahrhundert stammen.
Dem Torhaus an der Westseite der Kernburg schließt sich im Norden ein kleiner Anbau an. Südlich des Tors findet sich der Westflügel. Den südlichen Teil der Hauptburg bildet ein Saalbau mit dem sogenannten Rittersaal im Erdgeschoss. Die beiden Gebäudeflügel sind durch den Zwischenbau miteinander verbunden. An der Nahtstelle von Südflügel und Zwischenbau befindet sich die sogenannte Auslucht, ein dreigeschossiger Anbau, der in den Hausteich hinausragt. Hofseitig ist dem Südflügel ein Treppenturm mit einer Wendeltreppe in seinem Inneren vorgebaut. Die Kernburginsel wird im Osten und Nordosten von einer dicken Ringmauer abgeschlossen, die einen zwischen 35 und 38 Meter messenden Innenhof begrenzt.

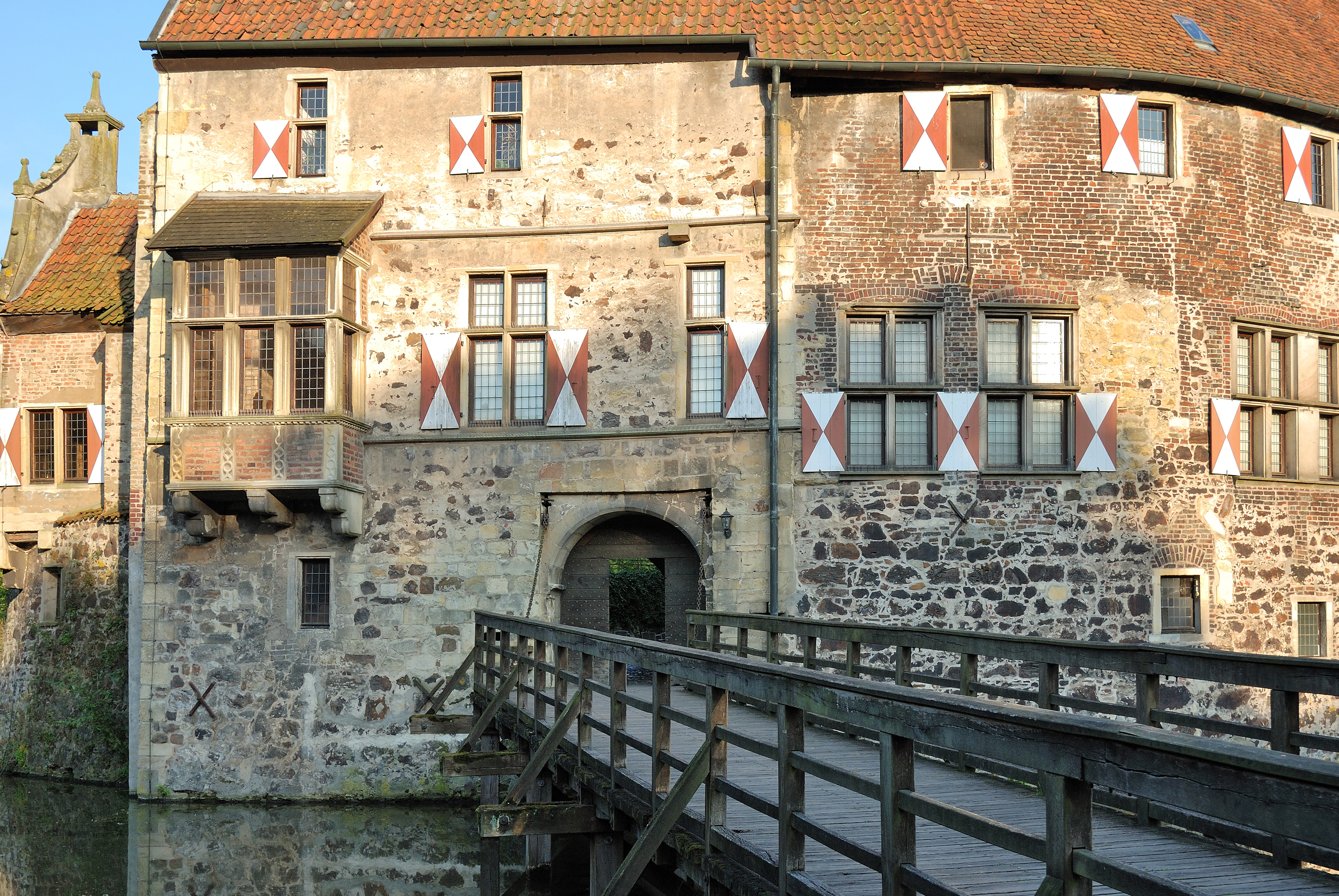
Torhaus und Westflügel

Anhand einer Inschrift und der Wappen von Johann Droste zu Vischering und seiner Frau Elisabeth von Münster kann das zweigeschossige Torhaus der Hauptburg auf das Jahr 1519 datiert werden. Es überstand als einziger Teil den Brand im Jahr 1521 und ist damit der älteste erhaltene Bau der Anlage. Der Rahmen zur Aufnahme der einstigen Zugbrücke und die Zugrollen sind noch erhalten. Die einzelnen Geschosse des Baus werden an der Außenfassade durch Gesimse mit gotischen Wasserschlägen voneinander abgesetzt. Im zweiten Stockwerk finden sich zwei kleine Querstockfenster. Auf deren Höhe hängt am nördlichen Giebel ein Aborterker, der erst nach 1891 zu einem Abortschacht verändert wurde. Links neben dem runden Torbogen mit anschließender tonnengewölbter Durchfahrt findet sich an der Außenseite auf Höhe des ersten Stockwerks ein von Konsolsteinen getragener Erker, dessen Wurzeln im ersten Viertel des 17. Jahrhunderts liegen. Nach seiner Zerstörung im Zweiten Weltkrieg wurde er in alter Form wiederhergestellt. Nördlich schließt sich dem Torhaus ein kleiner eingeschossiger Fachwerkanbau an, der auch Kapellenanbau genannt wird und auf der Ringmauer aufsetzt. Er wurde wahrscheinlich von Heidenreich Droste zu Vischering (1507–1588) für seine zweite Frau Katharina Kock errichtet. Sein zweistöckiger, fialengeschmückter Giebel weist Ähnlichkeiten mit dem des Burgsteinfurter Rathauses aus dem Jahr 1561 auf.
Südlich des Torhauses steht der schlichte Westflügel der Hauptburg. Er wurde nach dem Brand von 1521 unter Verwendung von noch erhaltener Bausubstanz neu errichtet. Seine zwei Obergeschosse erheben sich auf einem hohen Kellergeschoss, dessen stichbogiges Kreuzgratgewölbe auf Rundstützen ruht. Im ersten Stock des sich südlich anschließenden Zwischenbaus befand sich früher die Schlafkammer des Drosten, die später als Wohnzimmer der Erbdrostenfamilie genutzt wurde. Der renaissancezeitliche Kamin in diesem Raum stammt aus dem Jahr 1570. An der Außenseite der beiden Gebäudeteile lässt sich gut der Wiederaufbau nach dem Feuer auf und an der mittelalterlichen Ringmauer nachvollziehen. Deutlich sind dort im Bruchsteinmauerwerk die Backsteinpartien der Eingriffe sichtbar, mit denen Fenster eingefügt und die bisherige Bausubstanz um ein Geschoss erhöht wurde.

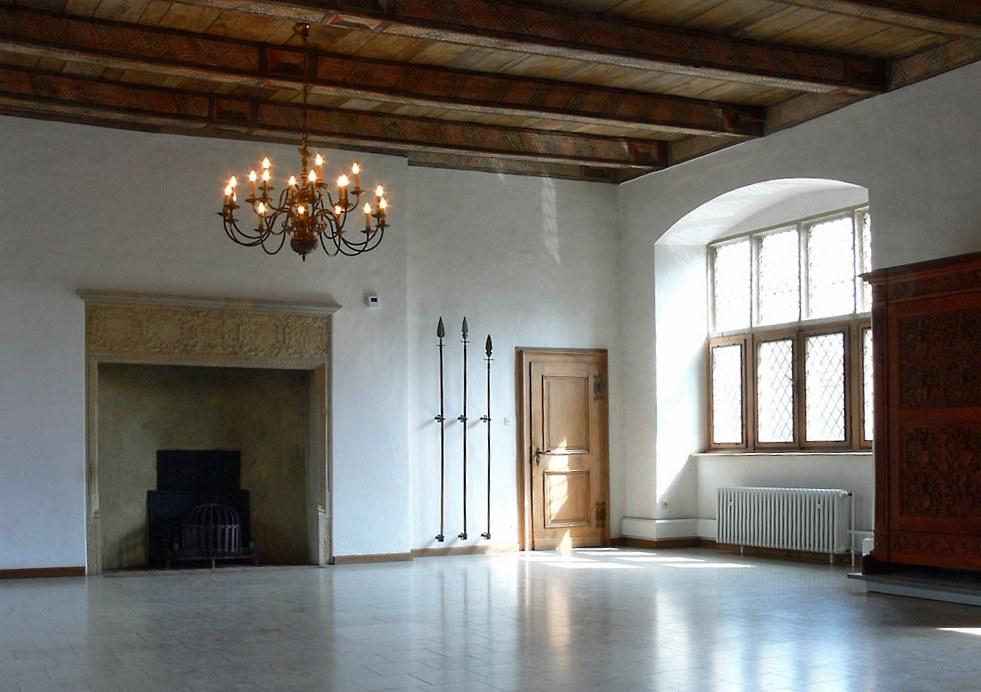
Rittersaal

Den südlichen Bereich der Kernburginsel nimmt ein zweigeschossiger Saalbau mit tonnengewölbtem Keller aus dem dritten Viertel des 16. Jahrhunderts ein. Sein Bau wurde seinerzeit über den alten Bering hinaus in den Hausteich vorgeschoben und damit die kreisrunde Form der Anlage ein wenig durchbrochen. An der Außenseite besitzt der Flügel doppelte Entlastungsbögen über den großen Fenstern. Er erhielt seinen Namen von dem großen Rittersaal im Erdgeschoss mit einer daneben liegenden Saalkammer, was zur Zeit des Baus eine weit verbreitete Raumaufteilung war. Die Grundfläche der beiden Räume weist dabei das typische Verhältnis von 1:2 auf, wobei die Saalkammer in späterer Zeit durch eine Zwischenwand in zwei Hälften geteilt wurde. Auch der Saal war durch nachträgliche Wände in mehrere Räume unterteilt, ehe er zu Beginn der 1970er Jahre im Zuge der Museumseinrichtung wieder in den Originalzustand rückgebaut und restauriert wurde. Ohne Zwischenwände ist er einer der größten Säle im Münsterland. Bei der Restaurierung wurde durch Zufall sein großer Kamin an der Ostwand wiederentdeckt. Zugemauert verbarg er sich unter einer Putzschicht. Auf dem Sturz besitzt er Sandsteinreliefs mit den Wappen der Familien Droste, Münster, Hoberg und Knehem. Seine Datierung 1570 weist auf das Ende des langjährigen Innenausbaus dieses Trakts. Neben seinen originalen, mit farbigen Ornamenten verzierten Deckenbalken besitzt der Rittersaal noch eine weitere besondere Ausstattung: In der Südwestecke des Raums sind in Fenstergewänden und an den sie rahmenden Flächen Wandmalereien in Form von Menschen- und Tiergestalten erhalten geblieben. Diese wurden al secco auf den Putz aufgetragen und sind ein in Westfalen nur selten erhaltenes Beispiel von profaner Wandmalerei. Stilistisch deuten sie auf eine Entstehung im dritten Viertel des 16. Jahrhunderts.
An der Hoffassade des Südflügels finden sich zwischen den Fenstern des ersten Stocks kreisrunde Steinmedaillons in Renaissanceformen, die neben der Jahreszahl 1552 das Wappen des Bauherrn Heidenreich Droste zu Vischering und seiner Frau Jaspara von Hoberg zeigen. Ihr Durchmesser beträgt 1,07 Meter. Sie sind, neben zwei weiteren Steinmedaillons über den hofseitigen Kellereingängen, die einzigen dekorativen Elemente an der Fassade. Die Kellermedaillons finden sich in gotisierenden, 1,30 Meter hohen Dreipassreliefs und zeigen vermutlich die Porträts des Bauherrn und seiner Frau, wobei Letzteres bereits stark verwittert ist. Zum Südflügel gehört ein schlanker, achteckiger Treppenturm, dessen Wendeltreppe die beiden Obergeschosse des Trakts miteinander verbindet. Der Turm wird außen von sogenannten deutschen Bändern und verschiedenen Gesimsarten horizontal gegliedert. In den oberen Etagen wurden glasierte Ziegel verwendet, um das Mauerwerk mit dekorativen geometrischen Mustern aufzulockern. Weil der Turm früher auch als Wachturm diente, wird das oberste seiner Geschosse von einer Wachstube eingenommen, die an jeder der acht Seiten ein Fenster besitzt. Die schiefergedeckte Haube des Turms wird von einer hölzernen Krone mit Metallüberzug und einer Wetterfahne bekrönt.

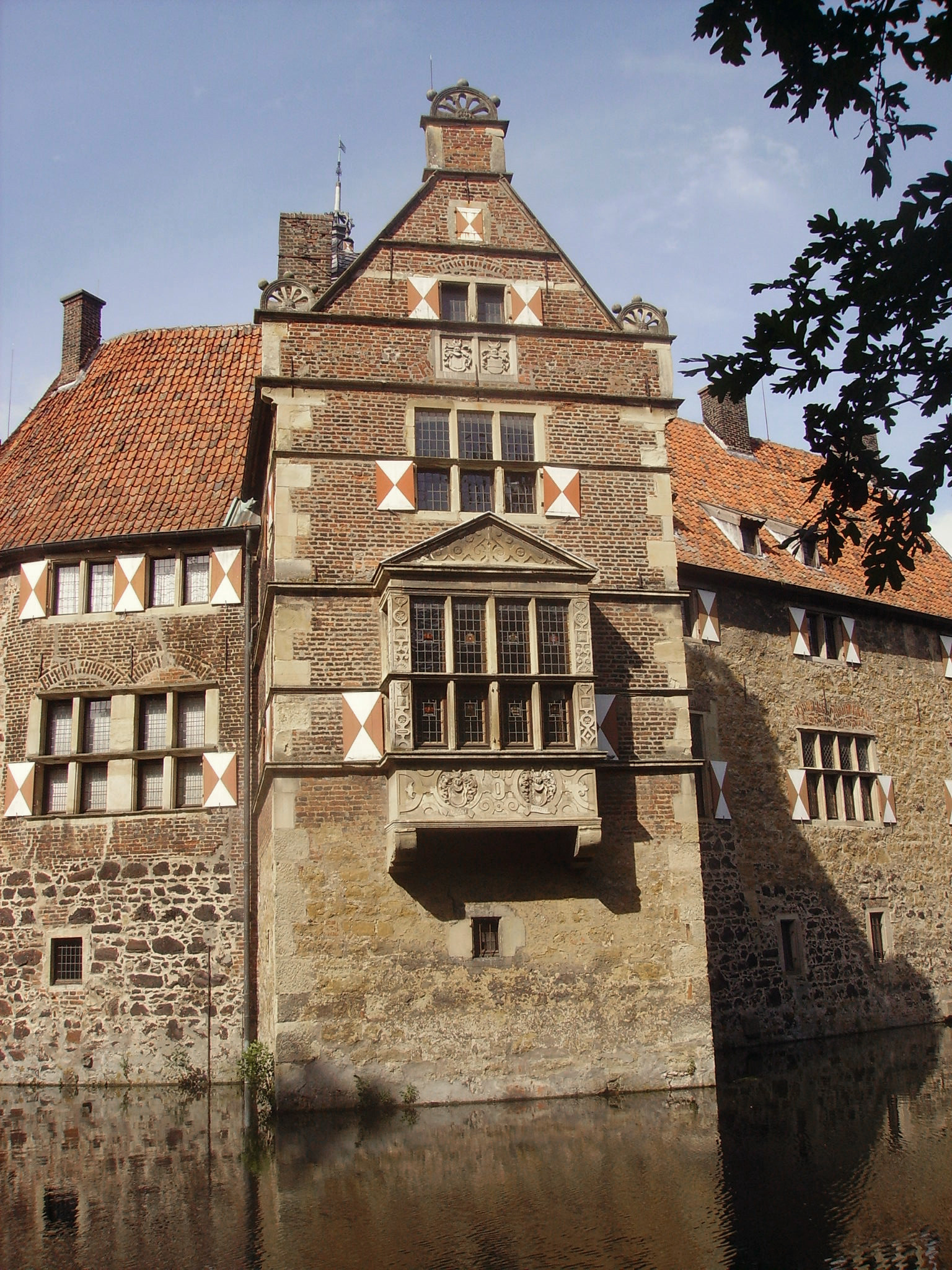
Auslucht

Im Südwesten ragt die Auslucht auf fast quadratischem Grundriss weit in den Hausteich hinein. Errichtet zwischen 1617 und 1622, ist sie der jüngste Teil der Burganlage. Ihre beiden Obergeschosse besitzen ein Backsteinmauerwerk mit Werksteingliederung und heller Eckquaderung. Ausgeprägte Gurt-, Kranz- und Fensterbrückengesimse an allen drei Außenseiten gliedern deren Fassaden in horizontaler Richtung. Auf Höhe des ersten Stockwerks besitzt der Bau einen Erker mit flachem Dreiecksgiebel und vier Fenstern, der mit Beschlagwerk aus geometrischen Formen wie Rosetten und Waffeleisenmotiven verziert ist. Die Wappen des Heidenreich Droste zu Vischering (1540–1622) und seiner Frau Cornelia Ketteler zu Hovestadt weisen sie als Erbauer der Auslucht aus, die 1617 – erkennbar an eisernen Mauerankern an den Längsseiten – mit der Errichtung begannen. Vollendet wurde der Bau aber von ihrem Sohn Heidenreich Droste zu Vischering (1580–1643) und seiner Frau Margarete von Raesfeld. Davon zeugt das Doppelwappen der beiden mit der Jahreszahl 1622 am Giebel der Auslucht. Dieser ist ein typisch münsterländischer Dreistaffelgiebel, dessen halbkreisförmige Aufsätze kugelbesetzt sind und eine Fächerfüllung besitzen. Der Raum im ersten Geschoss des Baus weist in der Mitte des Fußbodens eine runde Falltür auf, durch die ein darunter liegender Kellerraum erreichbar ist. Dass es sich bei diesem nicht um ein ehemaliges Verlies handelt, zeigt die Tatsache, dass er einen Ausgang zur Gräfte besitzt. Zudem führt eine Wendeltreppe vom Obergeschoss in den Keller. Viel eher handelt es sich um einen renaissancezeitlichen Tresorraum, in dem bei Gefahrensituationen wichtige Dokumente und Wertgegenstände in Sicherheit gebracht und, falls nötig, von dort aus von der Burg fortgeschafft werden konnten. Die Drostenfamilie wollte mit dieser Vorkehrung wohl verhindern, dass ihre wertvollen Besitzurkunden noch einmal abhandenkommen konnten, wie es bei dem Brand von 1521 geschehen und das gesamte Familienarchiv verloren gegangen war.
Sämtliche Bauten der Hauptburg stehen am Rand der Kernburginsel und umrahmen auf diese Weise einen Burghof, dessen nördliche und östliche Begrenzung die mittelalterliche Ringmauer darstellt. An diesen Seiten ist ihr ursprünglicher, fensterloser Zustand erhalten. Lediglich eine zur Gräfte führende Schlupftür durchbricht das sonst geschlossene Mauerwerk. Die an der Basis etwa 1,60 bis 1,70 Meter dicke Mauer wurde aus dunklen Raseneisensteinen und aus Schwartensandstein errichtet, der vermutlich aus den Borkenbergen im Naturpark Hohe Mark-Westmünsterland stammt. Sie war früher wesentlich höher als heute und maß etwa 10 Meter. Ausgestattet war sie mit einem doppelten Wehrgang aus Fachwerk, der wahrscheinlich zur Gräfte hin auskragend war. Die Öffnungen der zu den beiden Wehrgängen führenden Türen sind heute noch gut an der Hoffassade des Südflügels sichtbar.

## Münsterlandmuseum
Im ersten Stockwerk der Kernburg und im Wirtschaftshof der Vorburg ist heute das Münsterlandmuseum beheimatet, das seine Ausstellungsstücke täglich außer montags in acht Räumen auf 400 Quadratmetern präsentiert.
Das Erdgeschoss des Bauhauses ist einer speziellen Mitmach-Ausstellung für Kinder gewidmet, die sich mit dem Thema „Ritter und Pferde“ befasst. Dort können junge Museumsbesucher nicht nur die Exponate anschauen, sondern selbst ausprobieren, wie schwer ein Kettenhemd ist oder wie unbequem ein Helm sein konnte. Das darüber liegende Obergeschoss bietet Exponate rund um das bäuerliche Leben und Arbeiten. Dazu gehören Gerätschaften für den Ackerbau, Webstuhl und Spinnrad, aber auch Ausstellungsstücke zum Thema Kochen und Vorratshaltung. Das Erdgeschoss des nördlichen Remisenflügels ist Kutschen und Karren vorbehalten. Dem Besucher werden dort zahlreiche Gefährte aus der Vergangenheit präsentiert, vom vornehmen Landauer über einen Dogcart bis hin zur einfachen Sturzkarre. Das Obergeschoss wird für wechselnde kunst- und kulturgeschichtliche Ausstellungen genutzt.
Die Sammlung in vier Räumen des ersten Geschosses in der Kernburg widmet sich der Geschichte der Herrlichkeit, der Burg und ihren Bewohnern ebenso wie dem Thema adeliges Leben in der Zeit der Renaissance. Nach ihrer Eröffnung 1972 erfuhr die Ausstellung 1994 und zuletzt 2018 eine Neugestaltung. Dass Vischering einst eine eigenständige Herrschaft war, mit der die niedere Gerichtsbarkeit für die Herren einherging, verdeutlicht der große Fußblock aus Holz und Eisen, in den drei Delinquenten gleichzeitig festgesetzt werden konnten. Vom Achtzigjährigen Krieg, von dem auch die Gegend um Lüdinghausen nicht verschont blieb, zeugt ein Schatzfund aus dem benachbarten Seppenrade. Ein wohlhabender Bauer hatte zahlreiche Silbermünzen in zwei Tongefäßen vergraben, aber offenbar keine Gelegenheit mehr, sie wieder auszugraben. Dagegen brachten die Burgherren von Vischering ihr Hab und Gut in unsicheren Zeiten mit einem eisernen Schatzfass in Sicherheit, das sie kurzerhand in der Burggräfte versenkten. Es ist ebenso in der Ausstellung zu sehen wie das eiserne Halsband des Lambert von Oer. Dabei handelt es sich um einen über zwei Kilogramm schweren, sechseckigen Eisenreif, dessen Innenseite vier spitze Dornen besitzt. Goddert von Harmen ließ das von einem Nürnberger Schmied gefertigte Folterinstrument im Jahr 1520 dem seinerzeit auf Burg Kakesbeck ansässigen Lambert von Oer anlegen, um ihn in einem Streit um Landbesitzrechte zum Einlenken zu zwingen. Der damals 80-jährige Lambert ritt nach Münster, wo ihn ein Waffenschmied von dem Halsband befreite, indem er es aufmeißelte. Der Reif besteht deshalb heute aus zwei Teilen, und sein ausgeklügelter Verschlussmechanismus ist beschädigt. Er wurde 2012 metallurgisch untersucht, s. ausführliche Darstellung.
Eines der kunsthistorisch bedeutendsten Stücke der Ausstellung ist das aus dem 16. Jahrhundert stammende Ehebett des Heidenreich Droste zu Vischering und seiner Frau Jaspara. Das 1,45 × 2 Meter große Himmelbett gehörte zum Original-Inventar der Burg und wurde dem Münsterlandmuseum von der Familie Droste zu Vischering als Exponat überlassen. Sein Baldachin aus Holz ist – ebenso wie das Kopfbrett – mit prachtvollen Reliefschnitzereien verziert. Diese zeigen christliche Motive und Szenen aus der Genesis rund um Adam und Eva. Viele der Abbildungen lehnen sich an Darstellungen aus der Totentanzfolge Hans Holbeins des Jüngeren an. Außerdem finden sich am Bett die Wappen der Familien Droste, Hoberg, Münster und Knehem, die sich auch am Kamin im Rittersaal und an der Schlupfpforte auf der Mühleninsel zeigen. Noch vorhandene Reste der früheren farblichen Fassung lassen erahnen, welch farbenfrohen Eindruck das Bett einst auf den Betrachter machte.

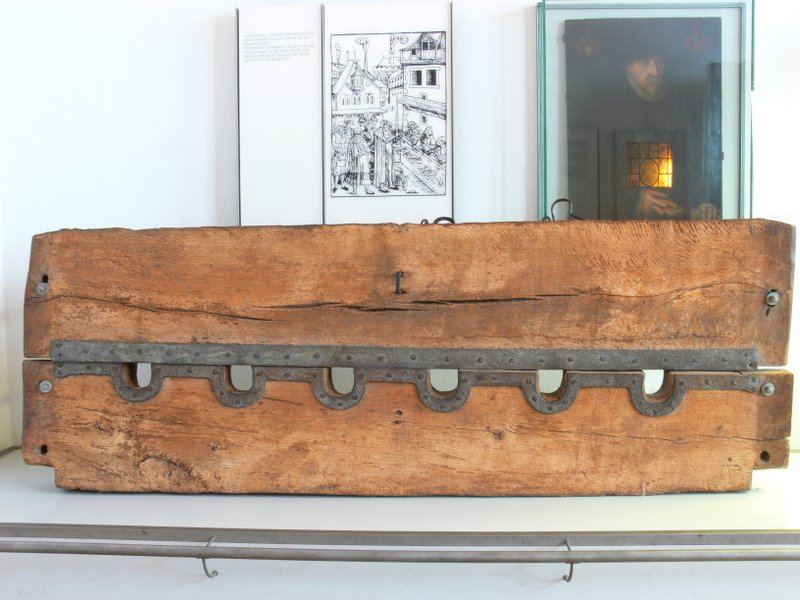
Fußblock in der Ausstellung
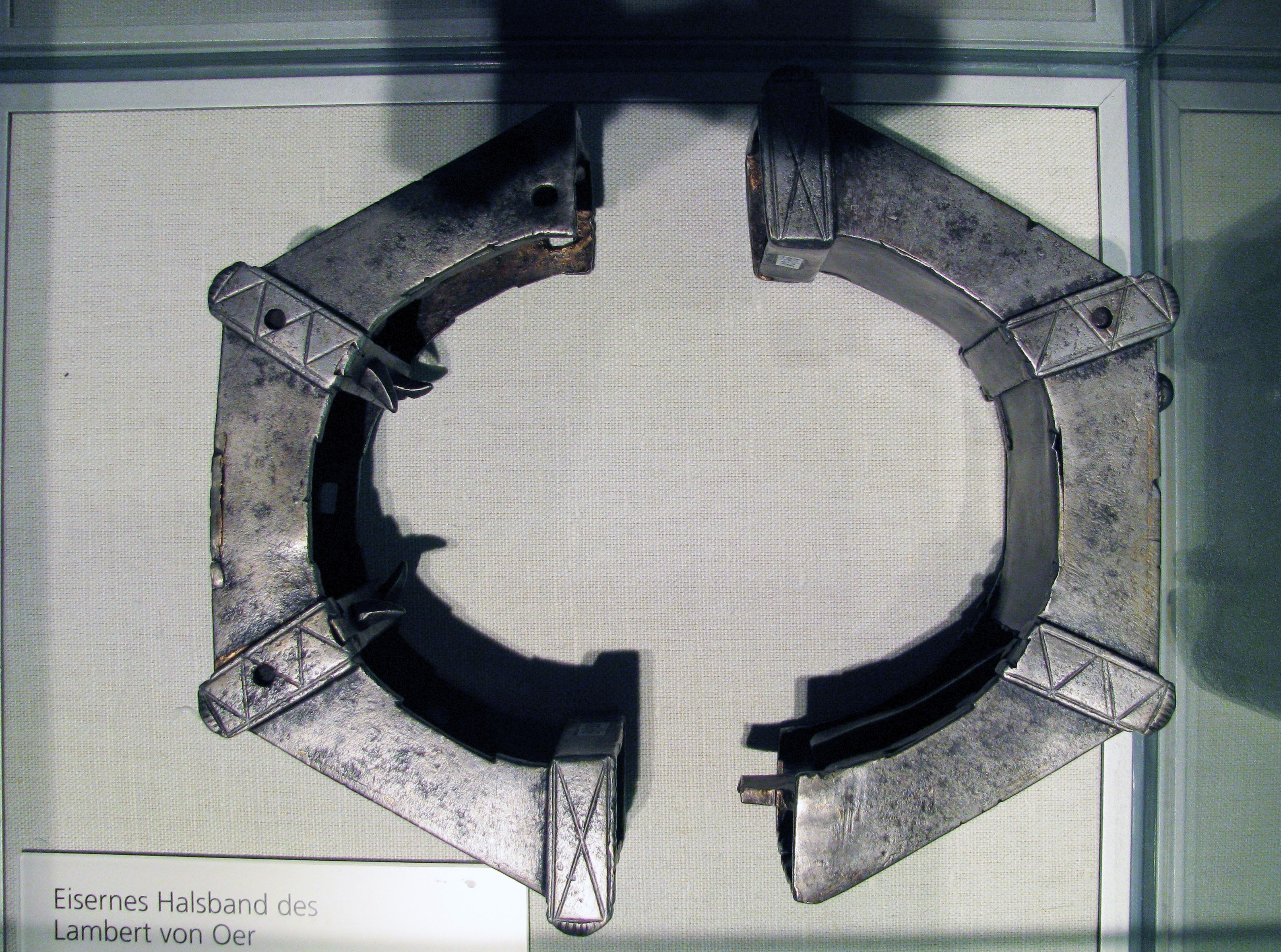
Eisernes Halsband des Lambert von Oer
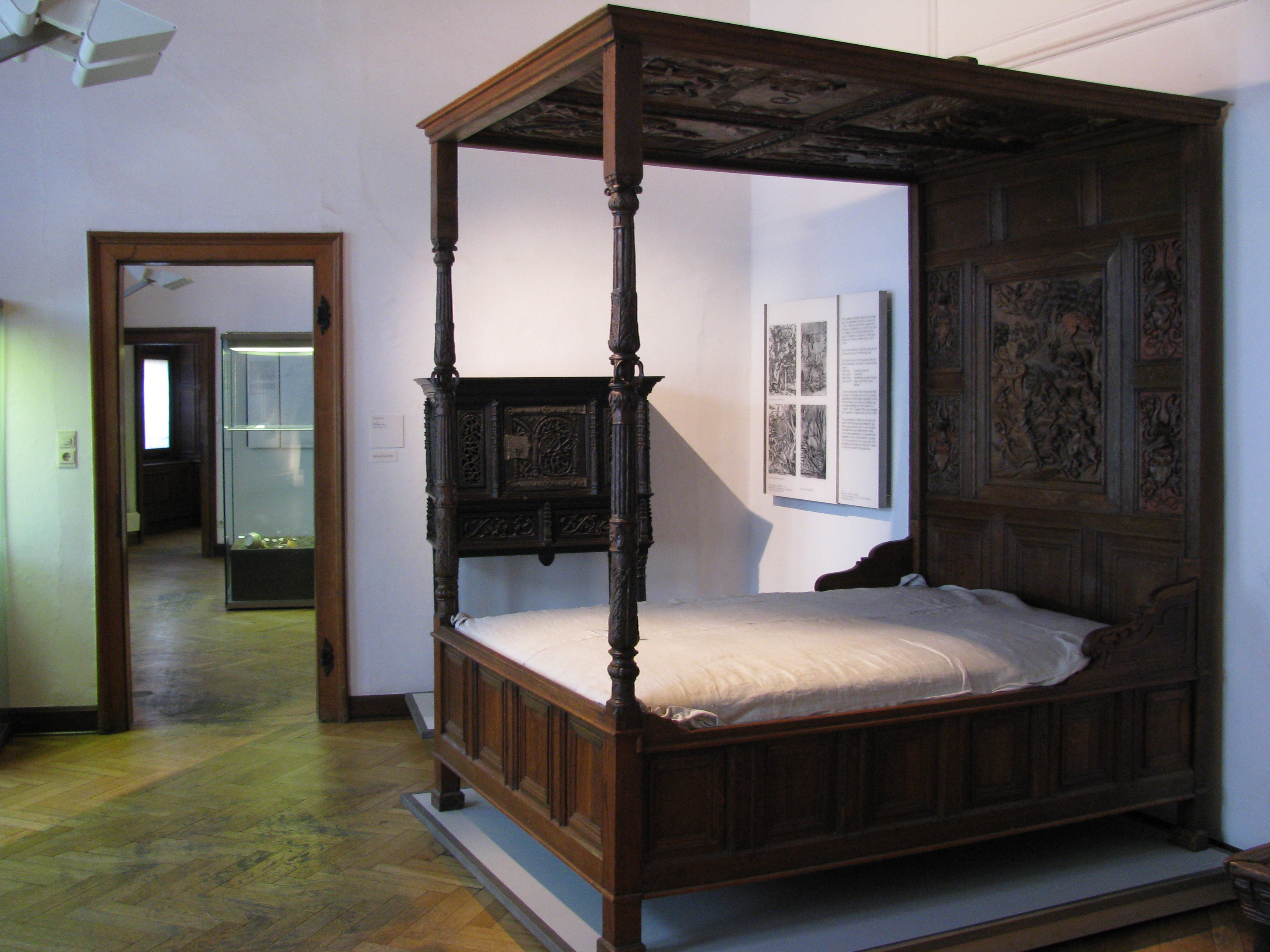
Himmelbett der Drosten von Vischering

## Die Burg in Kunst und Kultur

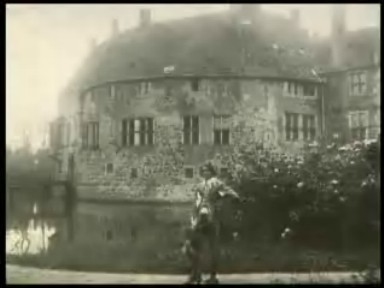
Szene aus Friedrich Wilhelm Murnaus Film Der Knabe in Blau

Burg Vischering ist wegen ihrer malerischen Lage und ihrer weitgehenden Unverändertheit ein sehr beliebtes Motiv für Postkarten und Fotos. Auch die Bundespost und die Deutsche Bundespost Berlin haben die Anlage für sich entdeckt. In der Briefmarkenserie Burgen und Schlösser erschien am 11. Januar 1979 eine 90-Pfennig-Briefmarke mit der Burg als Motiv. Gestaltet wurde das Postwertzeichen von dem Grafiker Heinz Schillinger. Ebenso fand Vischering Niederschlag in der jüngeren Literatur. Aus der Reihe historischer Kriminalromane des Autors Dennis Ehrhardt mit dem Titel Sonderberg & Co. stammt die Folge Der Spiegel von Burg Vischering. Sie erschien im Juni 2012 als Hörspiel im Zaubermond-Verlag.
Außerdem kann Burg Vischering auf eine langjährige Tradition als Film-Location zurückblicken. In den bis dato zahlreich produzierten Film-Dokumentationen über die Wasserburgen und -schlösser im Münsterland wird Vischering als quasi feste Größe stets erwähnt. Aber schon im Jahr 1919 wurde die Anlage filmisch verewigt, denn der Regisseur Friedrich Wilhelm Murnau nutzte sie als Kulisse für seinen heute verschollenen Film Der Knabe in Blau. In den 1980er Jahren nutzte Hans-Christoph Blumenberg die Burg als Drehort für seinen Krimi Der Sommer des Samurai mit Nadja Tiller und Cornelia Froboess. Vischering stellte darin den Wohnort des Film-Bösewichts dar. Auch Günter Wewel war schon auf Burg Vischering zu Gast. 1996 wurde dort mit ihm eine Episode der musikalische Unterhaltungssendung Kein schöner Land aufgezeichnet.